# 1Л222 «Автобаза»
1Л222 «Автобаза» — комплекс пасивної радіо-технічної розвідки, компонент мобільного комплекса РЕБ зі станціями встановлення перешкод СПН-2 / СПН-4. За призначенням пасивне виявлення випромінюючих РЛС, а також, імпульсних авіаційних РЛС бокового огляду, РЛС управління озброєнням та забезпечення польотів на малих висотах і видача на автоматизований пункт управління кутових координат працюючих РЛС (азимут, кут місця), класу РЛС, номер частотного діапазона згідно літерності станцій встановлення перешкод СПН-2 або СПН-4. Працює в автоматично

## Загальні відомості
Комплекс розроблений ВНДІ "Градиент". Виробництво виконує НПО "Квант" (м. Новгород).

## Тактико-технічні характеристики
| | 1Л222 «Автобаза» | 1Л222М «Автобаза-М» |
| --- | ---------------- | ------------------- |
| Дальність виявлення, км                                                                                                   | до 150           | до 400              |
| Робочий діапазон частот                                                                                                   | 8000-17544 МГц   | 0.2-18 ГГц          |
| Одночасно супроводжуваних цілей                                                                                           | до 60            | до 150              |
| Межі роботи по кутовим координатам: - по азимуту, град. - по куту місця, град.: - в піддіапазонах А, Б - в піддіапазоні В | 0-360 18 30      | 0-360 30            |
| Час розгортання, хв. | 25               | 45                  |
| Час приведення до бойового стану                                                                                          |                  | 3 — 5               |
| Екіпаж, чол. | 4                |                     |
| Потужність споживана комплексом, кВт                                                                                      | 12               |                     |

Ширина сектора одночасної роботи (1Л222 «Автобаза»):     
- в азимутальній площині - 1,0 ± 0,4 град
- в кутомісній площині:
  - в піддіапазонах А,Б - 18 град
  - в піддіапазоні В - 30 град

## Склад комплексів
1Л222 «Автобаза»
- апаратна машина з антенним постом на шасі Урал-43203 (обладнана системою кондиціонування) – 1;
- рухома електростанція на шасі КамАЗ-4310 – 1;

1Л222М «Автобаза-М»
- станція оброблення інформації (СОІ) – 1;
- станція виявлення і пеленгування (СВП) – 4;

## Модифікації
1Л222М "Автобаза-М" — модернізований комплекс на базі КамАЗ-6350, який призначений для виявлення, класифікації і наступного траєкторного супроводження повітряних і морських цілей по випромінюванню установлених на них радіоелектронних засобів. Система дозволяє здійснювати моніторинг координат і інших основних параметрів цілей і у автоматичному режимі здійснювати їх передачу на командні пункти підрозділів протиповітряної оборони. Об'єкти розвідки: радіолокаційні станції систем «АВАКС» и «ХОКАЙ», система «свій-чужий» (IFF); система навігації типа «TAKAN».

## Оператори
- Росія
- Іран